# درموت ۳۶۴۷
سیارک ۳۶۴۷ (به انگلیسی: 3647 Dermott، نامگذاری:1986AD1) سه هزار و ششصد و چهل و هفتمین سیارک کشف شده‌است که در ۱۱ ژانویه ۱۹۸۶ کشف شد.
قدر مطلق سیارک برابر ۱۱٫۴۰ است.